# Avatar the Last Airbender: The Rise of Kyoshi
Avatar the Last Airbender: The Rise of Kyoshi é um romance fantástico norte-americano, o primeiro romance young adult escrito pelos autores norte-americanos F.C. Yee e Michael Dante Dimartino na série de romances de Kyoshi. Ambientada no mundo da série animada de televisão Avatar: The Last Airbender, a história acompanha a vida de Kyoshi, uma Avatar nascida no Reino da Terra.

## Sinopse
O livro, o primeiro dos dois romances, mapeia a história de Kyoshi, de uma pobre órfã vivendo pelas ruas de Yokoya até se tornar a impiedosa Avatar que seria admirada e temida por muitos séculos.

## Personagens
- Kyoshi
- Rangi do clã Sei'Naka
- Yun
- Jianzhu
- Kelsang
- Hei-Ran do clã Sei'Naka
- Companhia Ópera Voadora
- Tagaka, a rainha pirata

## Recepção
A Entertainment Weekly chamou o romance de uma "deslumbrante revitalização do contar de histórias de Avatar", e observou que o uso da prosa permitiu uma exploração mais profunda da construção de mundo (worldbuilding). Kirkus Reviews louvou o uso de Yee de "entrelaçamentos políticos (e) identidades culturais complexas", mas notou que a familiaridade com o material original era necessária para ter "entretenimento completo".

## Lançamento no Brasil
O livro foi lançado oficialmente em território brasileiro em 4 de julho de 2022, trazido pela editora Planeta e traduzido por Paloma Blanca, sendo lançado em formato único. A edição brasileira contém 384 páginas.